# Asianopis aspectans
Espèce
Synonymes
- Dinopis aspectans Pocock, 1900
- Deinopis aspectans Pocock, 1900

Asianopis aspectans est une espèce d'araignées aranéomorphes de la famille des Deinopidae.

## Distribution
Cette espèce se rencontre au Cameroun, en Guinée équatoriale, au Congo-Kinshasa et en Afrique du Sud.

## Description
La femelle holotype mesure 19 mm.

## Systématique et taxinomie
Cette espèce a été décrite sous le protonyme Deinopis aspectans par Pocock en 1900. Elle est placée dans le genre Asianopis par Chamberland, Agnarsson, Quayle, Ruddy, Starrett et Bond en 2022.

## Publication originale
- Pocock, 1900 : « On the scorpions, pedipalps and spiders from tropical West-Africa, represented in the collection of the British Museum. » Proceedings of the Zoological Society of London, vol. 1899, p. 833-885 (texte intégral).